# Música de Guerra - 1ª Missão
Música de Guerra - 1ª Missão, ou simplesmente Música de Guerra é o segundo álbum de estúdio do rapper Pregador Luo, lançado em 2008. Contém os temas dos principais lutadores brasileiros de MMA.
O álbum conteve várias participações, entre elas a de Chorão, então vocalista da banda Charlie Brown Jr. em "Nada É Impossível", de Deise Cipriano em "Vitor Belfort Theme (Me Faça Forte, Me Proteja e Me Guie)" e de todos os integrantes da formação original da banda Trazendo a Arca em "Já Posso Suportar", música que se tornou o maior sucesso do álbum e um dos hits evangélicos de 2008.
Música de Guerra - 1ª Missão foi considerado em votação pública o melhor álbum de rap cristão de 2009 através do Troféu Talento. Em 2020, o álbum foi relançado nas plataformas digitais sob distribuição da gravadora Universal Music Brasil.

## Faixas
| N.º            | Título                                                                    | Compositor(es)   | Duração |  |
| 1.             | "Conclamação ao Combate"                                                  | Pregador Luo     | 1:30    |  |
| 2.             | "Bate Pesadão"                                                            | Luo              | 4:45    |  |
| 3.             | "Música de Guerra"                                                        | Luo              | 3:30    |  |
| 4.             | "Entre na Arena" (Remix 2008)                                             | Luo              | 3:41    |  |
| 5.             | "Vai Explodir"                                                            | Luo              | 5:06    |  |
| 6.             | "Nada É Impossível" (part. Chorão)                                        | Chorão Luo       | 4:31    |  |
| 7.             | "Já Posso Suportar" (part. Trazendo a Arca)                               | Luiz Arcanjo Luo | 5:34    |  |
| 8.             | "Vitor Belfort Theme (Me Faça Forte, Me Proteja e Me Guie)" (part. Deise) | Luo              | 4:10    |  |
| 9.             | "Pedro Rizzo Theme (The Champion Is Back)"                                | Luo              | 3:33    |  |
| 10.            | "Thiago Silva Theme (A Pessoa é pro que Nasce)"                           | Luo              | 3:16    |  |
| 11.            | "Anderson Silva Theme (Spider Silva)"                                     | Luo              | 4:28    |  |
| 12.            | "Rogério Nogueira Minotouro Theme (Monstrão no Tatame)"                   | Luo              | 4:36    |  |
| 13.            | "Jorge Patino Macaco Theme (O Rei da Selva)"                              | Luo              | 3:13    |  |
| 14.            | "Cosmo Alexandre Theme (Assim Meu Mundo Gira)"                            | Luo              | 4:25    |  |
| 15.            | "Wanderlei Silva Theme (Mad Dog)"                                         | Luo              | 4:13    |  |
| 16.            | "Rafael Feijão Theme (Passa o Carro)"                                     | Luo              | 3:26    |  |
| 17.            | "Lyoto Machida Theme (Venni, Vetti, Vecci)"                               | Luo              | 4:45    |  |
| 18.            | "Maurício Shogun Rua Theme (Máquina de Guerra)"                           | Luo              | 3:32    |  |
| 19.            | "Gesias Cavalcante "JZ CALVAN" Theme (The Real Spartan)"                  | Luo              | 4:24    |  |
| 20.            | "Respeito e Amor"                                                         | Luo              | 3:19    |  |
| Duração total: | Duração total:                                                            | Duração total:   | 79:55   |  |

## Premiações
Troféu Talento 2009
- Álbum Rap do ano